# Nu debout (Elvira)
Pour les articles homonymes, voir Nu debout.
Nu debout (Elvira) est un tableau réalisé par le peintre italien Amedeo Modigliani en 1918 dans le sud de la France. Cette huile sur toile est un demi-nu qui représente une jeune femme aux cheveux noirs regardant vers le spectateur. L'œuvre est conservée au musée des Beaux-Arts de Berne, à Berne, en Suisse.